# Balassa József (énekes)
Balassa József (Szeged, 1893. február 4. – Budapest, 1945. március 12.) magyar énekes (tenor).

## Élete
Apja dr. Balassa Ármin ügyvéd, lapszerkesztő, író, édesanyja Bleyer Franziska. Balassa Ármin az irodalom és a színház nagy támogatója volt, népszínműveket és népdalokat írt. Balassa József 1918-tól a Szegedi Filharmóniai Társaság tagja volt. 1920-ban Budapesten kezdett énekesi tanulmányokat, majd az 1922/23-as évadra a szegedi színházhoz szerződött tenoristának. 1923-ban átmenetileg a budai-miskolci színházhoz szerződött, majd 1925-ben Németországba ment, ahol előbb a Három Város Színházhoz, majd a Teplice-i színházhoz szerződött egy évadra. A "Drei-Städte-Theater"-ben 1924 szeptemberében többek között Florestan szerepét énekelte a Fidelióban.
1928-tól tenorista volt Berlinben az Ábel Pál által alapított Ábel Kvartettben, amelyből 1930 elejétől Kardos István vezetésével az "Five Songs" lett. Az együttes jóval több mint 100 lemezt rögzített különböző lemezkiadóknak, elsősorban a Homocordnak és a Deutsche Grammophonnak. Vigh Jenő, az együttes másik tenoristája szintén szegedi származású volt, és Balassához hasonlóan eredetileg újságíróként dolgozott. Balassa József 1933. április 22-én Berlin-Wilmersdorfban feleségül vette Némethy Ilona Flora Julianna de Némethy, született Wachtel Ilonát. 1930-ban egy lányuk született. A házaspár a wilmersdorfi Georg-Wilhelm-Straße 18/19-ben lakott.
Néhány önálló énekesi fellépés után szülővárosában, az 1930-as évek közepén Vigh Jenővel, Révész Imre basszussal és Gerő György budapesti zongoristával, a Triumph Együtteshez csatlakozott, és lemezen, rádióban, színházban és filmben szerepelt. 1930-as évek végén a Triumph Együttes pályafutása véget ért, valószínűleg az új magyarországi antiszemita törvények miatt.
Wachtel Ilonával kötött házasságát 1942-ben Budapesten felbontották.
Balassa testvéreit, Istvánt és Jenőt, valamint özvegy édesanyját Magyarország német megszállása idején deportálták Szegedről. Balassa Jenőt 1944 novemberében kényszermunkásként Mauthausenbe, majd onnan a gunskircheni táborba vitték. Nem sokkal a felszabadulás után, 1945 májusában halt meg az internálás következtében. József két hónappal Budapest felszabadulása után, 1945. március 12-én halt meg szívizomelhalásban. Sírja a budapesti Kozma utcai zsidó temetőben található, parcella 38C / sor 23 / sír 14. Wachtel Ilona 1951. május 14-én, 57 éves korában halt meg. Halálakor Budapesten, a Bartók Béla utca 31. szám alatt lakott.